# Syllabus Errorum
De Syllabus Errorum (Latijn voor Verzameling van dwalingen) is een lijst van tachtig opvattingen en principes die de Rooms-Katholieke Kerk in 1864 als dwalingen veroordeelde onder paus Pius IX. Het document, ten dele een recapitulatie van eerdere pauselijke stellingnames, werd uitgevaardigd als bijlage aan de encycliek Quanta Cura van 8 december 1864, het hoogfeest van Maria Onbevlekte Ontvangenis. Het werd aan alle bisschoppen toegezonden. De veroordeelde overtuigingen betroffen onder andere het pantheïsme, het naturalisme, het rationalisme, het indifferentisme, het socialisme, het liberalisme, een aantal ethische kwesties, de scheiding van Kerk en Staat, de politieke rechten van de Kerk en de secularisatie.
De publicatie wekte vooral in Frankrijk en in België beroering. De bisschop van Orléans, Dupanloup, beproefde door interpretatie een matiging ervan die door de paus werd goedgekeurd, maar de constitutie De fide catholica van het Eerste Vaticaans Concilie (1870) bevestigde de syllabus grotendeels.

## Inhoud
De tachtig dwalingen zijn ondergebracht in tien groepen:
1. Pantheïsme, naturalisme en absoluut rationalisme
2. Gematigd rationalisme
3. Indifferentisme, latitudinarisme
4. Socialisme, communisme, geheime genootschappen, bijbelgenootschappen, klerikaal-liberale verenigingen
5. Dwalingen over de Kerk en haar rechten
6. Dwalingen over de burgerlijke maatschappij, beschouwd zowel op zichzelf als in haar betrekking tot de Kerk
7. Dwalingen over de natuurlijke en christelijke zedenleer
8. Dwalingen over het christelijk huwelijk
9. Dwalingen over de wereldlijke macht van de Paus van Rome
10. Dwalingen betrekking hebbend op het huidig liberalisme